# كفر عليم (القليوبية)
كفر عليم إحدى قرى مركز القناطر الخيرية التابع لمحافظة القليوبية بجمهورية مصر العربية.

## السكان
بلغ عدد سكان كفر عليم 3,108 نسمة، حسب الإحصاء الرسمي لعام 2006.